# Elias Beeckman
Elias Beeckman (Diksmuide, geboortedatum onbekend - aldaar, 21 juni 1677) was een Nederlands militair die in de Hollandse Oorlog streed tegen de Fransen.
Elias Beeckman werd geboren in Diksmuide en stamde uit een van oorsprong Vlaams geslacht. In het rampjaar 1672 was hij vaandrig in het Staatse leger. Hij was gelegerd in Aardenburg, waar op 25 en 26 juni dat jaar Franse troepen onder leiding van Claude Antoine de Dreux, graaf De Nancré, aanvielen. Met de verdediging van Aardenburg was het niet best gesteld. Al voor aanvang van de Hollandse Oorlog had men de daar aanwezige vestingwerken willen slopen. Dit was niet gebeurd, maar er was ook geen aandacht geschonken aan de verbetering van de vestingwerken. Ook had Beeckman maar weinig middelen tot zijn beschikking; de bezetting van de vesting bestond uit ongeveer 40 man en een paar kleine stukken geschut. Per kanon had hij slechts één kanonnier ter beschikking. Samen met de burgerij van de stad verdedigde Beeckman de vesting. Op 26 juni kreeg hij versterking van een klein detachement militairen uit Cadzand, in totaal stonden hem dan zo'n 240 man ter beschikking, die het tegen een overmacht van zo'n 6000 man moesten opnemen. Wegens de te sterke tegenstand trokken de Fransen uiteindelijk weg. Naar verluidt waren er bij de verdedigers van de stad geen doden of gewonden te betreuren, aan de Franse kant vielen 1500 doden en gewonden en werden 620 man krijgsgevangen gemaakt.
Op 21 juni 1677 kwam Beeckman, inmiddels kapitein in het regiment van kolonel Gaspar de Mauregnault, bij een tweegevecht naar aanleiding van een ruzie om het leven.

## Trivia
De Koninklijke Landmacht vernoemde in 1939 een kazerne in Ede naar hem: de Elias Beeckmankazerne.